# Dom Corrêa
Dom Corrêa é um distrito do município brasileiro de Manhuaçu, no interior do estado de Minas Gerais. Segundo o censo demográfico de 2022, realizado pelo Instituto Brasileiro de Geografia e Estatística (IBGE), sua população era de 3 261 habitantes e havia 1 120 domicílios particulares permanentes ocupados. Possui área de 61,15 km² conforme a Fundação João Pinheiro (FJP). Foi criado pela lei municipal nº 1.976 de 27 de dezembro de 1995.
O distrito tem a agricultura como importante atividade econômica, sendo que o café se destaca entre as principais produções. No entanto, há outros cultivos, como o tomate. A produção é vendida em outras regiões de Minas Gerais e do Brasil. O principal acesso de Dom Corrêa à sede de Manhuaçu é feito pela BR-116.